# Блэквуд, Майкл
Майкл Блэквуд (англ. Michael Blackwood; род. 28 сентября 1978) — ямайский легкоатлет, олимпийский медалист.

## Биография
На чемпионате мира 2001 года в Эдмонтоне он выиграл серебро в эстафете 4х400 метров.
А на чемпионате мира 2003 года в Париже он снова завоевал серебряную медаль в эстафете 4х400 метров и бронзовую медаль на 400 метров.